# 哈拉登號驅逐艦 (DD-183)
哈拉登號驅逐艦（舷號DD-183），轉交皇家加拿大海軍後更名哥倫比亞號，是一艘美國海軍建造的驅逐艦，為維克斯級驅逐艦的109號艦。她是美軍第一艘以哈拉登為名的軍艦，以紀念美國獨立戰爭時期的私掠軍官約拿敦·哈拉登（Jonathan Haraden）。
哈拉登號在1919年於紐波特紐斯造船廠開始建造，在同年下水，於1919年服役，其時第一次世界大戰已經結束。稍後哈拉登號被派往大西洋及亞德里亞海執勤，在1922年退役封存。第二次世界大戰爆發後，哈拉登號於1939年重新服役，並在1940年按租借法案轉交英國，更名哥倫比亞。此後哥倫比亞號編入加拿大海軍，負責商船護航。1944年哥倫比亞號觸礁受損，改為彈藥燃料儲存庫，在1945年出售拆解。